# Dušan Mramor
Dušan Mramor, nekdanji slovenski finančni minister, ekonomist, univerzitetni profesor in politik, * 1. november 1953, Ljubljana.
Mramor je dvakratni minister za finance Republike Slovenije. Bil je redni profesor na katedri za denar in finance na Ekonomski fakulteti Univerze v Ljubljani, ki mu je po upokojitvi podelila naslov zaslužnega profesorja (2023). Na tej fakulteti je tudi doktoriral. Je svetovalec Svetovne banke ter drugih podjetij in bank.

## Ekonomija
Deluje kot podpredsednik upravnega odbora European Institue for Studies in Management (EIASM), Belgija, ter član mednarodnega odbora Maastricht University School of Business and Economics, Nizozemska, do avgusta 2014 pa je bil član Initial Accreditaion Committe (IAC) ameriške akreditacijske organizacije AACSB. Od leta 1995 je tudi »Accredited Senior Appraiser« pri Ameriškem združenju ocenjevalcev (American Society of Appraisers).

## Politika
Mramor je bil od ustanovitve do marca 1999 predsednik Agencije za trg vrednostnih papirjev (ATVP).

### Minister za finance
V 7. vladi Republike Slovenije pod vodstvom Antona Ropa (2002 - 2004) je vodil finančni resor. Za finančnega ministra ga je leta 2014 v 12. vladi Republike Slovenije predlagal tudi Miro Cerar. 18. septembra 2014 je bil za ta položaj tudi potrjen. 14. januarja 2016 je prišlo v javnost, da je Mramor kot dekan ljubljanske ekonomske fakultete (funkcijo je opravljal v letih 2008 do 2013) dobil dodatek za stalno pripravljenost v višini 45.000 EUR bruto, od katerih bo po lastnih trditvah vrnil nekaj več kot 3.700 EUR v šestih obrokih, kolikor mu jih je zakonsko treba vrniti. 13. julija 2016 je iz osebnih razlogov odstopil kot finančni minister. Decembra 2023 je kazenski pregon proti njemu zastaral. 
Revija The Banker iz skupine Financial Times ga je imenovala za evropskega finančnega ministra leta 2016.